# Кућа са химерама у Кијеву
Кућа са химерама или Кућа Хородецки (укр. Будинок з химерами, Budynok z khymeramy) је зграда у стилу сецесије која се налази у историјском насељу Липки у Кијеву, главном граду Украјине. Смештена прекопута канцеларије председника Украјине у улици Банкова број 10, зграда се користи као председничка резиденција за званичне и дипломатске церемоније од 2005. Улица испред зграде је затворена за сав аутомобилски саобраћај, а сада је патролирана пешачка зона због непосредне близине зграде Председничке администрације.
Пољски архитекта Владислав Хородецки првобитно је саградио Кућу са химерама као сопствену луксузну стамбену зграду у периоду 1901–1902. Међутим, како су године пролазиле, Хородецки је на крају морао да прода зграду због финансијских проблема, након чега је више пута мењала власнике пре него што је почетком 2000-тих коначно заузела званична поликлиника Комунистичке партије. Када је зграда напуштена, њен унутрашњи и спољашњи декор су у потпуности реконструисани и рестаурирани према првобитним плановима Хородецког.
Зграда је добила своје популарно име по китњастим украсима који приказују егзотичне животиње и сцене из лова, које је извајао италијански архитекта Емилио Сала, будући да је Хородецки био страствени ловац. Назив се не односи на химере из митологије, већ на архитектонски стил познат као декорација са химерама у којој се животињске фигуре примењују као декоративни елементи на згради. Хородецкијев јединствени архитектонски стил донео му је похвале.

## Историја

### Изградња и рана историја
Кућу са химерама пројектовао је пољски архитекта Владислав Хородецки 1901–1902. Хородецки је рођен 1863. године у богатој пољској шљахти у Подољској области. Након завршетка Царске академије уметности у Санкт Петербургу 1890. године, преселио се у Кијев, где је живео скоро 30 година. У време изградње зграде, Хородецки се већ афирмисао као истакнути кијевски архитекта, пројектовао је и саградио заједно са својим блиским пријатељем и партнером инжењером Антоном Штраусом многе градске зграде, од римокатоличке катедрале Светог Николе до Караим Кенесе и зграде која је данас Национални уметнички музеј Украјине. Поред архитектуре, Хородецки је био заинтересован и за лов на крупну дивљач, што објашњава зашто се на његовој згради налази много животиња.
Хородецки је позајмљеним новцем финансирао изградњу куће, са намером да она буде стамбена зграда. Сваки спрат је чинио један стан, повезан лифтом и степеницама.  Сам Хородецки је заузимао четврти спрат зграде, величине око 380 м². 
Хородецки је купио прву парцелу 1. фебруара 1901. године, а грађевински радови почели су 18. марта те године. Изградња спољних зидова завршена је до 21. августа, а кров је постављен и сви зидарски радови су завршени 13. септембра  Због економских тешкоћа унутар Руске империје, завршетак зграде је одложен. У мају 1903. заузет је само један стан на најнижем нивоу и стан Хородецког. Укупна цена земљишта и изградње износила је 133.000 рубаља.  Укупно 1 550 м² земљишта коришћено је за изградњу зграде и коштало је укупно 15.640 рубаља. Пројектовани годишњи профит од закупа износио је 7.200 рубаља. Због инсистирања Хородецког на свежем домаћем млеку, у оквиру објекта је била смештена штала за краве, иако је била посебно постављена тако да мирис крава не смета станарима. На плацу поред зграде налази се минијатурни алпски врт (око 320 м²) и изграђена је фонтана.
Због лошег финансијског управљања, што је укључивало и његов хоби - сафари лов, у јулу 1912. Хородецки је заложио зграду као залог за зајам узет од Кијевског удружења за кредите. Када је Хородецки закаснио са отплатом, зграда је 1913. стављена на лицитацију  и постала је власништво инжењера Данијела Балаховског, сина кијевског трговца, који је био и председник Управног одбора Директора Блаходатинске фабрике шећера, и француски конзуларни агент у Кијеву. Године 1916. кућа је припала фабрици шећера Блаходатинское. Године 1918. власништво над зградом је поново промењено, припало је Самуелу Немецу. Године 1921, након што су бољшевици преузели контролу над Кијевом, неколико одељења Кијевског војног округа преузело је Кућу са химерама.

### Власништво 1921–2002.
Након периода немира после руске револуције 1917. године, зграда је национализована и касније преуређена за заједнички живот. Сваки стан је заузимало око девет до десет породица. Током Другог светског рата (1941–1943) зграда је била напуштена. Услед изложености тешким елементима током рата, зграда је претрпела значајна оштећења на конструкцији. После рата, зграда је накратко коришћена као резиденција за евакуисане глумце позоришта Ивана Франка; међутим, Централни комитет Комунистичке партије Украјинске Совјетске Социјалистичке Републике преузео је власништво над зградом и касније је трансформисао у Поликлинику бр. 1 за своју елиту. Поликлиника је зграду користила до краја 20. века. За то време зграда се скоро преполовила. Један део је утонуо 22 cm и настала је велика вертикална пукотина, ширине око 40 cm. Неки од архитектонских детаља зграде или су били откинути или су напукли.
Радови на рестаурацији зграде били су заказани за 2002. годину, међутим, радници поликлинике нису били вољни да напусте зграду, јер су у згради били више од 40 година. Да би на силу истерали станаре из зграде, радници су закуцали даскама све прозоре и претили да ће то урадити и на вратима ако поликлиника не напусти просторије. Само председникова умешаност у ту ствар натерала је поликлинику да се потпуно исели.

### Реконструкција и службена употреба
За време рестаурације, коју је спровео UkrNIIProektRestavratsiya, а на челу са Наталијом Косенко, радници су откопали цео доњи спрат, који је у совјетско време био испуњен да би се ојачао темељ зграде. Рестаурација декора ентеријера морала је бити у потпуности прерађена. У дворишту су рестауратори поставили вештачко језеро, фонтане и минијатурни врт — све је то било у првобитним плановима Хородецког.
Зграда је отворена као филијала „Ремек дела украјинске уметности“ Националног музеја уметности у новембру 2004. Очекивало се да ће зграда имати двоструку намену као музеј и као место председничких састанака државних посетилаца. У априлу 2005, Градско веће Кијева поднело је рачун за 104 милиона гривни (око 20 милиона америчких долара) украјинској влади за реконструкцију и рестаурацију Куће са химерама. Савет је такође дозволио украјинској влади да изгради нови трг (затварајући сав аутомобилски саобраћај) испред зграде за употребу у званичним церемонијама.
Од маја 2005. године зграда је званична председничка резиденција, која се користи за званичне и дипломатске церемоније. Кућа са химерама је коришћена као место сусрета између украјинског председника Виктора Јушченка и руског председника Владимира Путина, када је овај посетио Кијев 22. децембра 2006. У склопу зграде налазе се просторије за преговоре, tête-à-tête разговоре, потписивање званичних докумената, као и посебна просторија за штампу.

## Архитектура
Зграда је пројектована у стилу сецесије, који је у то време био релативно нов стил и имао је грациозне, криволинијске дизајне који често укључују цветне и друге мотиве инспирисане биљкама. Хородецки је представио такве мотиве у спољашњем декору зграде у виду митских бића и крупне дивљачи. Његов рад на Кући са химерама донео му је надимак Гауди из Кијева.
Због стрме падине на којој се налази објекат, морао је бити посебно пројектован од бетона да би се правилно уклопио у темеље. Са предње стране изгледа да зграда има само три спрата. Међутим, са задње стране се види свих његових шест спратова. Један део темеља објекта је направљен од бетонских шипова, а други као континуирани темељ. Обично се ова два приступа не мешају добро, али Хородецки је некако успео да превазиђе овај технички проблем.

Италијански вајар Емилио Сала био је одговоран за унутрашње и спољашње скулптуралне украсе, као што су сирене, делфини и жабе на крову зграде, потонули бродови и ловачки трофеји на спољним зидовима, и бујне унутрашње декорације, као што су велика степеништа и лустери који приказују огромне сомове задављене у стабљикама цветова лотоса. Спољне скулптуре које је створио Сала направљене су од цемента. Производња цемента била је у фирми «Фор» чији је Хородецки био кодиректор. Цемент је коришћен искључиво као примарни грађевински материјал на захтев директора компаније Рихтера. У време изградње зграде цемент није био популаран као грађевински материјал, па је његова употреба коришћена као реклама и за кућу и за грађевински материјал.
- Елегантни цементни украси, са јеленима и носорозима
- Гаргојл са главом слона
- Једна од многих фигура које се виде око зграде
- Унутрашњост куће
- Кућа са химерама

### Тлоцрт
Кућа са химерама је пројектована тако да станари заузимају цео спрат, сваки спрат је имао све потребне просторије за домаћинство, од приватних кухиња до малих праоница. Отворени тлоцрт и додатне просторије које се налазе у целој згради карактеристичне су за куће богаташа с почетка 20. века. Укупно, зграда има површину од 3 309,5 м².
На најнижем нивоу зграде, која се налази дубоко у брду, биле су две штале, две собе за кочијаше, заједничка вешерница и два одвојена стана. Сваки од два стана се састојао од предсобља, кухиње, једног купатила и оставе. Први од ових станова имао је две стамбене собе, а други три собе.  Сваки спрат изнад најнижег нивоа је пројектован за само један стан.
Стан на другом спрату се састојао од шест соба поред предсобља, кухиње, бифеа, три собе за послугу, купатила, два тоалета и две оставе. На истом нивоу била су и четири винска подрума.  Становима на горњим нивоима припадали су подруми. На трећем спрату, стан се састојао од осам соба, предсобља, кухиње, вешернице, две собе за послугу, купатила и два тоалета.  Овај стан је постављен нешто ниже од нивоа Банкове улице, од главног улаза.
Највећи стан, који је припадао Хородецком, састојао се од радне собе, велике собе и дневне собе, трпезарије, будоара, спаваће собе, дечије собе, собе за гувернанту, гостинске собе, три собе за послугу, кухиње, просторије за прање судова, купатила, два тоалета и две оставе. На спрату изнад налазио се стан сличан по величини и дизајну стану Хородецког.  Стан на последњем спрату имао је једну собу мање; да би се то надокнадило, постојала је спојна тераса са које се пружао панорамски поглед на град. 

## Легенде
Током година, необична природа Куће са химерама довела је до бројних прича које се повремено понављају у водичима или новинама, које су, међутим, или неистините или немају било какав проверљив извор.
Према првој легенди, ћерка Владислава Хородецког извршила је самоубиство скочивши у реку Дњепар или због неке несрећне љубавне везе или због породичне свађе.  Као резултат тога, Хородецки је помало полудео и саградио ову суморну кућу у сећање на своју ћерку.
Друга легенда каже да се Хородецки опкладио са неким другим архитектима, укључујући и архитекту Александра Скобелева, који је покушао да докаже да је немогуће изградити кућу на таквом терену, јер се локација (код позоришта Ивана Франка) надвија над мочвару. Комитет за изградњу Кијева је забранио изградњу било каквих објеката на овој парцели, али је на крају изградња зграде омогућила Хородецком да добије опкладу.
Према трећој легенди, Хородецки ју је проклео 1913. године (због немогућности да врати дуг кредиторима); сви станари куће су били или несрећни или су се суочили са неком врстом финансијске несреће. Прича се да су сва предузећа која су закупила део зграде или банкротирала, да су им покрадена средства или су распуштена.